# Stellantis Europe
Stellantis Europe, precedentemente conosciuta come Fiat Group Automobiles dal 2007 al 2014 e FCA Italy dal 2014 al 2023, è una società italiana partecipata da Stellantis.

## Storia

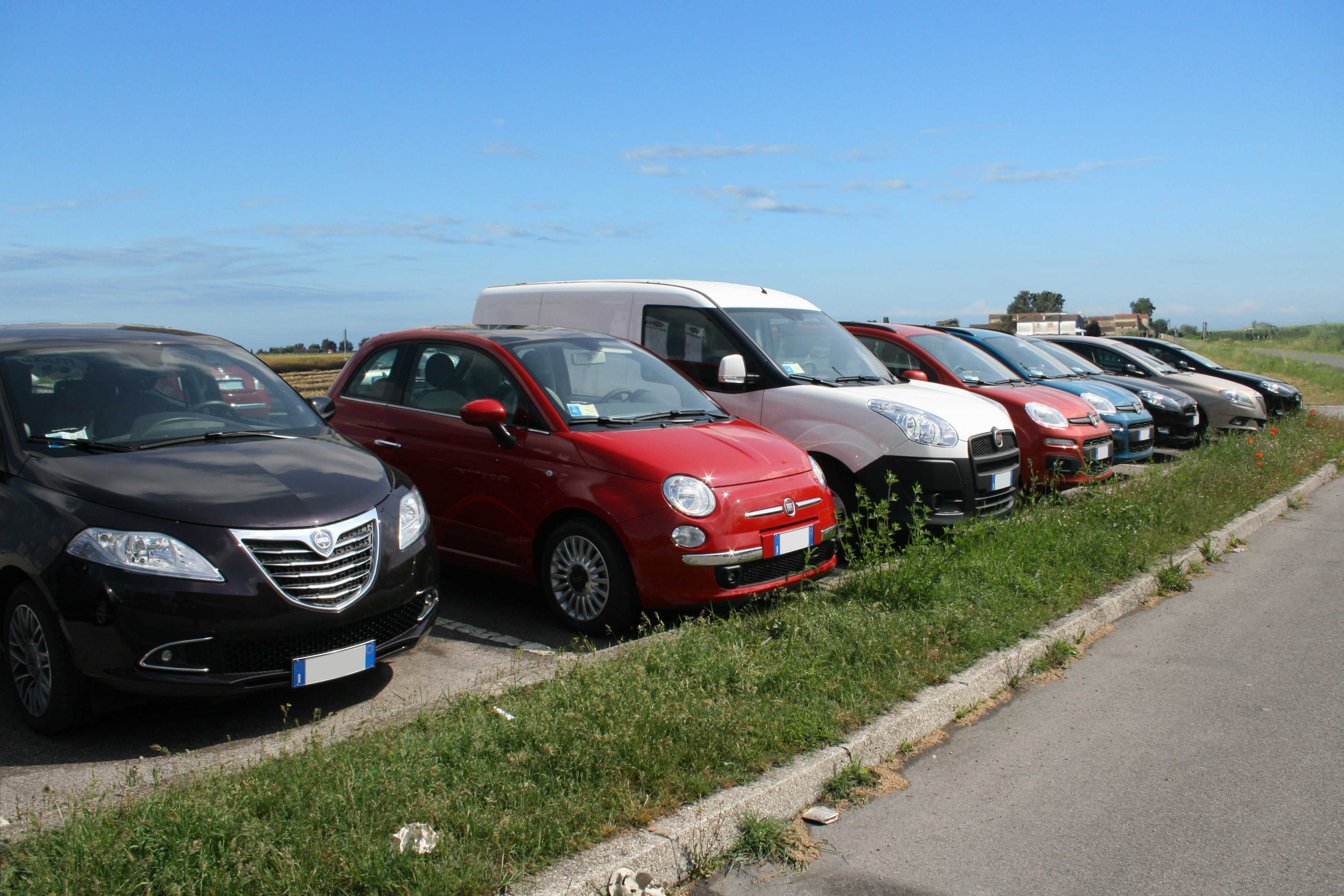
Alcune vetture di FCA Italy

La società è nata il 1º febbraio 2007 come Fiat Group Automobiles (FGA) in sostituzione della precedente Fiat Auto per progettare, produrre e vendere vetture coi marchi FIAT, Alfa Romeo, Lancia, Fiat Professional e Abarth.
Il gruppo comprende anche marchi non più utilizzati quali Autobianchi e Innocenti; gestisce inoltre alcune partecipazioni in varie joint venture, ovvero il 37,86% della TOFAŞ, il 49,69% della Leasys e il 50% della Sevel. FGA conta in quel momento oltre 130 000 dipendenti e 119 stabilimenti nel mondo.
A fine aprile 2008 è stato diramato un comunicato che dichiara la firma di un memorandum d'intesa con il governo serbo al fine di acquistare lo stabilimento della Zastava di Kragujevac e studiare altre possibili forme di collaborazione con l'azienda serba.
Nell'aprile 2009 Fiat Group ha acquistato il 20% di Chrysler Group da Cerberus Capital Management, dando l'avvio a un'alleanza industriale tra i due gruppi. L'acquisto, avvenuto a "costo zero", è stato effettuato per garantire un futuro al marchio statunitense e al tempo stesso il gruppo Fiat può utilizzare le risorse del gruppo Chrysler per ottenerne vantaggi. FGA detiene il 20% dell'intero gruppo Chrysler, comprensivo di Chrysler, Dodge, Jeep, Ram Trucks e Mopar, oltre a Global Electric Motorcars (quest'ultima ceduta a Polaris Industries nell'aprile 2011). FGA ha poi aumentato la sua quota in Chrysler Group prima al 25%, e poi al 30%. Il 24 maggio 2011, con la restituzione da parte di Chrysler di una parte del debito contratto con il governo statunitense è stato percorso un altro dei passi previsti dagli accordi affinché Fiat passasse a possederne una quota del 46%; l'operazione è stata perfezionata con l'emissione di titoli e l'esborso di 1.268 milioni di dollari da parte del gruppo torinese. Il 21 luglio 2011 ottiene ufficialmente il controllo della maggioranza del pacchetto azionario di Chrysler Group, salendo al 53,5%, attraverso l'acquisizione dell'1,5% in possesso del governo canadese e del 6% detenuto dal Dipartimento del tesoro degli Stati Uniti d'America; nel gennaio 2014 viene infine annunciato l'inizio delle operazioni volte ad acquisire, attraverso la filiale Fiat North America, la totalità delle azioni di Chrysler Group, operazione completata il 21 dello stesso mese.
Il 15 dicembre 2014, a corollario della fusione della controllante Fiat Società per Azioni (ex Fiat Group) con Chrysler Group che, nei mesi precedenti, aveva portato alla nascita del nuovo gruppo industriale Fiat Chrysler Automobiles, FGA cambia denominazione in FCA Italy; similmente, a corollario del processo di fusione tra FCA e Groupe PSA in Stellantis, dal 1º luglio 2023 la società assume la denominazione di Stellantis Europe.
Tutti i modelli della divisione vengono progettati, sviluppati e industrializzati a Torino; tutti i test dei modelli definitivi, quindi pronti per il lancio sul mercato, avvengono al Centro Sperimentale Balocco.

## Aziende controllate
- FIAT (Torino) - 100%
- Alfa Romeo (Torino) - 100%
- Lancia (Torino) - 100%
- Fiat Professional (Torino) - 100%
- Abarth (Torino) - 100%
- PCMA (Torino) - 100%
- Comau (Grugliasco) - 100%

## Presidenti
Cronotassi dei presidenti di Fiat Group e FCA Italy:
- Cesare Romiti (1996 - 1998)
- Paolo Fresco (giugno 1998 - febbraio 2003)
- Umberto Agnelli (28 febbraio 2003 - 27 maggio 2004)
- Luca Cordero di Montezemolo (1º giugno 2004 - 21 aprile 2010)
- John Elkann (21 aprile 2010 - 15 ottobre 2014), da allora presidente FCA